# Daniel Durant

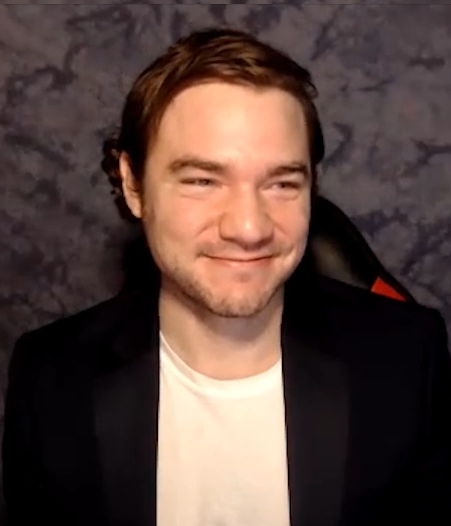
Daniel Durant

Daniel Durant (* 23. oder 24. Dezember 1989 in Detroit, Michigan) ist ein US-amerikanischer Film- und Theaterschauspieler.

## Leben
Daniel Durant wurde 1989 in Detroit geboren und wuchs in Duluth in Minnesota auf. Nach seinem Abschluss des MSAD im Jahr 2008 und dem Besuch der RIT in Rochester und Gallaudet zog der gehörlose Durant 2012 nach Los Angeles, wo er ein Engagement in der Deaf-West-Produktion von Cyrano hatte.
Zwischen 2013 und 2017 spielte er in der Fernsehserie Switched at Birth Matthew. Hiernach spielte er in der zweiten Staffel der Netflix-Serie You James. Im Jahr 2021 war Durant in dem von der Kritik gefeierten Film Coda von Siân Heder in der Rolle des Bruders der Protagonistin zu sehen, gespielt von Emilia Jones.

## Filmografie
- 2013–2017: Switched at Birth (Fernsehserie, 17 Folgen)
- 2019: You: Du wirst mich lieben (You, Fernsehserie)
- 2020: Silent Notes
- 2021: Coda

## Theatrografie
- 2012: Cyrano (Deaf West)
- 2013: Flowers for Algernon (Deaf West, Rolle Charlie Gordon)
- 2015–2016: Spring Awakening (Rolle Moritz)[4][5]

## Auszeichnungen
Screen Actors Guild Award
- 2022: Auszeichnung als Mitglied des Besten Schauspielensembles